# Lucky (pesem, Britney Spears)
»Lucky« je pesem ameriške glasbenice Britney Spears. Pesem sta napisala in producirala Max Martin ter Rami, ki sta pri pisanju sodelovala še z Alexandrom Kronlundom. Singl so napisali za drugi glasbeni album Britney Spears, Oops!... I Did It Again (2000). Izšel je 8. avgusta 2000 preko založbe Jive Records kot drugi singl iz albuma. Teen pop pesem govori o slavni pop zvezdi, ki je kljub temu, da naj bi bila takšna »srečnica« in naj bi imela vse (slavo, denar, lepoto in podobno), v resnici osamljena.
Pesem »Lucky« je uživala v velikem komercialnem uspehu, saj je zasedla prvo mesto na glasbenih lestvicah v Avstriji, Evropi, Nemčiji, Švici in na Švedskem ter se uvrstil med prvih deset pesmi na lestvicah v še enajstih državah. Pričakovano je bilo, da bo pesem na ameriški lestvici zasedla prvo, vendar se je na lestvici Billboard Hot 100 uvrstila šele na triindvajseto mesto, pa tudi na lestvici Billboard Pop Songs je zasedla le deveto mesto. Pesem »Lucky« je po svetu prejela veliko različnih certifikacij, od srebrne do platinaste.
Videospot za pesem, ki ga je režiral Dave Meyers, Britney Spears prikaže kot slavno igralko imenovano Lucky, ki naj bi čutila občutke, enake tistim, opisanim v pesmi. Britney Spears je s pesmijo nastopila na dveh turnejah, vključno s turnejo Oops!... I Did It Again World Tour leta 2000, ki je imela vojaško temo, ter turnejo Dream Within a Dream Tour iz leta 2001, kjer se je Britney Spears na odru prikazala iz velikanske glasbene škatle kot balerina ter izvedla pesmi »Lucky«, »Born to Make You Happy« in »Sometimes«.

## Ozadje
Pesem »Lucky« sta napisala in producirala Max Martin ter Rami, ki sta pri pisanju sodelovala še z Alexandrom Kronlundom. Britney Spears je svoje vokale za pesem posnela novembra 1999 v studiju Cheiron v Stockholmu, Švedska. Programiranje in avdio urejanje sta opravila Max Martin in Rami. Kitaro je zaigral Esbjörn Öhrwall, spremljevalne vokale pa so zapeli Britney Spears, Max Martin in Nana Hedin. Pesem »Lucky« je izšla 8. avgusta 2000 preko založbe Jive Records kot drugi singl iz albuma Oops!... I Did It Again (2000). Britney Spears je posnela tudi pesem »Heart«, ki je izšla kot B-stran singla. Pesem sta napisala Eugene Wilde in George Teren, producirala pa sta jo Steve Lunt ter Larry Campbell.

## Sestava
Pesem »Lucky« je teen pop in dance-pop pesem, ki traja tri minute in štiriindvajset sekund. Pesem je napisana v D-duru, glas Britney Spears pa se v njej razteza čez eno oktavo, od A3 do E5. Pesem ima podobno ozadje, kot debitantski singl Britney Spears, »...Baby One More Time« (1999) ter singlu »Sometimes« (1999). Na začetku pesmi Britney Spears reče: »To je zgodba o dekletu z imenom Lucky,« nato pa prične peti o pop zvezdnici, ki se, kljub temu, da naj bi imela vse, počuti osamljeno. Glasbeni kritiki so opazili, da besedilo pesmi morda govori o njej sami. Pesem »Lucky« sestavlja osnovna procesija akordov, D-Bm-D-Bm.

## Dosežki na lestvicah
Čeprav pesem »Lucky« ni bila tako uspešna, kot glavni singl iz albuma Oops!... I Did It Again, je še vseeno požela velik uspeh. Na lestvici Billboard Hot 100 je pesem zasedla triindvajseto mesto, in sicer zahvaljujoč dejstvu, da je na lestvici Billboard Hot 100 Airplay zasedla eno izmed prvih dvajsetih mest (osemnajsto). Kakorkoli že, kot mnogi prejšnji singli Britney Spears je pesem »Lucky« ni izšla samostojno preko zgoščenke, da bi se prodaja povečala in da bi bila pesem tako uspešnejša na lestvicah. Poleg tega se je singl uvrstil med prvih dvajset pesmi na lestvici štiridesetih največjih radijskih uspešnic, na lestvici Top 40 Mainstream ter na lestvici Rhythmic Top 40.
Singl se je uvrstil tudi na vrh mnogih pomembnejših evropskih glasbenih lestvic, vključno z avstrijsko, nemško, švicarsko in švedska lestvica. V Združenem kraljestvu je pesem na lestvici zasedla peto mesto ter prejela srebrno certifikacijo za 200.000 prodanih kopij izvodov v državi. V pacifiških državah je pesem »Lucky« zasedla eno izmed prvih petih mest na avstralski in novozelandski glasbeni lestvici, v obeh državah pa je nazadnje prejela platinasto certifikacijo. Na kanadski glasbeni lestvici je pesem zasedla samo petdeseto mesto, s čimer je postala najmanj uspešna pesem iz albuma Oops!... I Did It Again v tisti državi.

## Videospot
Videospot za pesem »Lucky«, ki ga je režiral Dave Meyers, je bil posnet v Hollywoodu, Kalifornija, 12. in 13. junija 2000. V videospotu ima Britney Spears vlogo pripovedovalke igre, ki prikazuje življenje izredno slavne hollywoodske igralke Lucky (tudi njo je zaigrala Britney Spears). Pripovedovalka Britney, oblečena v rožnato majico in zelene hlače, reče: »To je zgodba o dekletu z imenom Lucky.« Nato se razgrnejo zavese in razkrije se velik plakat z Luckyjino sliko in napisom »Lucky na Vrhu sveta.« Na plakatu je prikazana pripovedovalka Britney, oblečena v rdečo majico in bele hlače. Preostanek videospota prikazuje Lucky, oblečena v modno rožnato obleko s puhastimi belimi bombažnimi kroglicami, pritrjenimi na robove obleke, znotraj njenega dvorca in med snemanjem filma ali na balkonu. Lepa in bogata, kakršna je, je v prizoru, ki prikazuje snemanje filma, izgledala precej težavna. V tem prizoru pripovedovalka Britney sedi na vrhu »zvezd«, oblečena v rožnato obleko in črne hlače, navzdol pa je metala bleščice. Nato Lucky odpre vrata in stopi do čednega moškega, ki jo objame, režiser pa zavpije: »Rez! Posneli smo.« Lucky nato odide z odra in režiserju reče: »Končno! Posneli smo že petdesetmilijonkrat!« Nato si uredi ličila in frizuro; pripovedovalka Britney neopažena in zelo zaskrbljena stoji zraven nje. Nato Lucky, oblečena v sivo večerno obleko, odide na podelitev oskarjev, kjer dobi eno izmed nagrad (»Najboljša igralka in zmagovalka je Lucky!«). Lucky se ob sprejemu oskarjev zdi srečna, smehlja se svojim oboževalcem, vendar je ta sreča samo zaigrana. Ko se od oboževalcev umakne v svojo limuzino, presenečena najde majhno ogledalce, ki ji ga je Britney Spears dala na snemanju. Pogleda nazaj v gnečo, da bi videla, kdo ji ga je podaril in pripovedovalka Britney se nagne naprej, tokrat oblečena v črno majico in ujemajoče se hlače. Gneča z Luckyjinimi oboževalci jo nato zakrije in vrata limuzine se zaprejo, še prej pa ujame Britneyjin bežen pogled. Limuzina se odpelje, Britney pa ostane na rdeči preprogi, obe dekleti pa se zopet znajdeta v stiski. Videospot se konča z Lucky, ki joka v postelji, njena ličila pa so se ji že razmazala po obrazu. Zavese se zagrnejo in s tem se videospot konča.

## Nastopi v živo
S pesmijo »Lucky« je Britney Spears nastopila na dveh svetovnih turnejah. Leta 2000 je pesem izvedla na turneji Oops!... I Did It Again World Tour, kjer so za ozadje uporabili vojaško temo. Pesem »Lucky« je nazadnje izvedla leta 2001 na turneji Dream Within a Dream Tour, kjer je pred nastopom na oder prišla iz velikanske glasbene škatle, oblečena v balerino ter nato izvedla pesmi »Lucky«, »Born to Make You Happy« in »Sometimes«, takoj za tem, ko je izvedla pesem »Overprotected«.

## Seznam verzij
| - CD singl 1. »Lucky« – 3:27 2. »Heart« – 3:03 3. »Lucky [radijski remix Jacka D. Elliota]« – 3:28 - Japonski CD s singlom 1. »Lucky« – 3:29 2. »Lucky [radijski remix Jacka D. Elliota]« – 3:30 3. »Oops!...I Did It Again« [Ospinin remix] – 3:18 4. »Oops!...I Did It Again [Riprock in Alex G. Ups! Še en remix!]« – 3:54 | - Gramofonska plošča 1. »Lucky [klubski remix Jacka D. Elliota]« – 6:42 2. »Lucky [verzija z albuma]« – 3:25 3. »Lucky [radijski remix Jacka D. Elliota]« – 3:27 4. »Lucky [razširjeni klubski remix Riprocka in Alexa G.-ja]« – 7:16 5. »Lucky [remix verzija Jasona Nevinsa]« – 5:51 - Škatla z dodatki k albumu The Singles Collection 1. »Lucky« – 3:24 2. »Heart« – 3:00 |

## Dosežki in certifikacije

### Dosežki
| Lestvica (2000)                               | Dosežek |
| --------------------------------------------- | ------- |
| Avstralija (ARIA Charts)                      | 3       |
| Avstrija (Ö3 Austria Top 75)                  | 1       |
| Belgija (Flandrija; Ultratop 50)              | 9       |
| Belgija (Valonija; Ultratop 40)               | 10      |
| Kanada (RPM-jeva lestvica singlov)            | 2       |
| Danska (Billboard)                            | 8       |
| Evropa (European Hot 100 Singles)             | 1       |
| Finska (Suomen virallinen lista)              | 15ž     |
| Francija (SNEP)                               | 16      |
| Nemčija (Media Control AG)                    | 1       |
| Irska (IRMA)                                  | 2       |
| Italija (FIMI)                                | 8       |
| Nizozemska (Dutch Top 40)                     | 4       |
| Nova Zelandija (RIANZ)                        | 4       |
| Norveška (VG-lista)                           | 5       |
| Švedska (Sverigetopplistan)                   | 1       |
| Švica (Media Control AG)                      | 1       |
| Združeno kraljestvo (UK Singles Chart)        | 5       |
| Združene države Amerike (Billboard Hot 100)   | 23      |
| Združene države Amerike (Billboard Pop Songs) | 9       |

|

### Lestvice ob koncu leta
| Država         | Dosežek |
| -------------- | ------- |
| Avstralija     | 29      |
| Avstrija       | 9       |
| Francija       | 100     |
| Nemčija        | 10      |
| Nova Zelandija | 35      |
| Švedska        | 8       |
| Švica          | 25      |

### Certifikacije
| Država              | Certifikacija |
| ------------------- | ------------- |
| Avstralija          | Platinasta    |
| Avstrija            | Zlata         |
| Nemčija             | Zlata         |
| Nova Zelandija      | Platinasta    |
| Švedska             | Platinasta    |
| Združeno kraljestvo | Srebrna       |

|}

### Ostali pomembnejši dosežki
| Predhodnik: »Around the World (La La La La La)« od A Touch of Class         | Prvo mesto na švicarski glasbeni lestvici 27. avgust 2000 – 3. september 2000                                                                   | Naslednik: »Music« od Madonne                                                    |
| Predhodnik: »Around the World (La La La La La)« od A Touch of Class         | Prvo mesto na nemški glasbeni lestvici 1. september 2000 – 22. september 2000                                                                   | Naslednik: »The Spirit of the Hawk« od Rednexa                                   |
| Predhodnik: »I'm Outta Love« od Anastacie                                   | Prvo mesto na evropski glasbeni lestvici 2. september 2000 – 9. september 2000                                                                  | Naslednik: »Music« od Madonne                                                    |
| Predhodnik: »Around the World (La La La La La)« od A Touch of Class         | Prvo mesto na avstrijski glasbeni lestvici 3. september 2000 – 1. oktober 2000                                                                  | Naslednik: »I Turn to You« od Melanie C                                          |
| Predhodnik: »I Turn to You« od Melanie C »Nitar Och Läder« od Magnusa Uggle | Prvo mesto na švedski glasbeni lestvici 7. september 2000 – 14. september 2000 (prvi krog) 21. september 2000 – 28. september 2000 (drugi krog) | Naslednik: »Nitar Och Läder« od Magnusa Uggle »Nitar Och Läder« od Magnusa Uggle |